# David Lidington

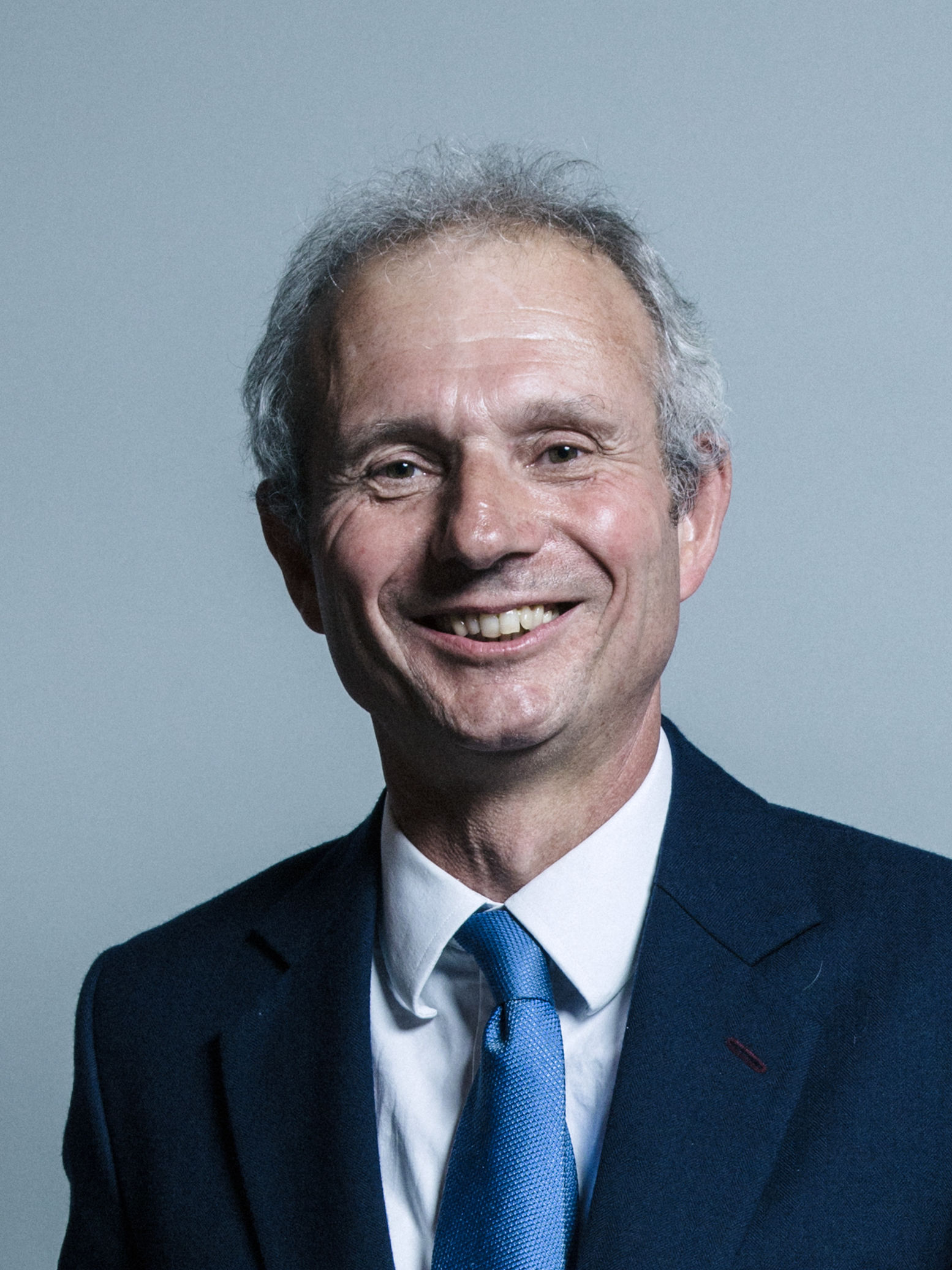
David Lidington (2017)

Sir David Roy Lidington (* 30. Juni 1956 in London) ist ein britischer Politiker (Conservative Party) und war von 1992 bis 2019 Parlamentsmitglied für den Wahlkreis Aylesbury. Er war ab Januar 2018 bis zu seinem Rücktritt am 24. Juli 2019 Kabinettschef im Ministerrang von Premierministerin Theresa May. Lidington war bis 2016 Lordkanzler und Justizminister im Kabinett May II. Zuvor war er Staatssekretär im Foreign Office, wo er in den Kabinetten Cameron I und Cameron II als Europaminister (Minister for Europe) diente. Anschließend fungierte er von 2016 bis 2017 als Lord President of the Council und Leader of the House of Commons.

## Leben
Lidington studierte Geschichte an der University of Cambridge. Er startete seine Karriere bei dem britischen Energieunternehmen BP und dem internationalen Bergbauunternehmen Rio Tinto Group, bevor er 1987 für drei Jahre als Berater für das Regierungsmitglied Douglas Hurd tätig war. 1987 trat er erfolglos für den Wahlkreis Vauxhall an. Bei den Britischen Unterhauswahlen 1992 gelang ihm für den Wahlkreis Aylesbury erstmals der Einzug in das Parlament. Seitdem vertritt er diesen Wahlbezirk im House of Commons. Nach den Britischen Unterhauswahlen 2010 wurde Lidington Europaminister (Minister for Europe) im britischen Foreign and Commonwealth Office. Nach dem Rücktritt Theresa Mays 2019 wurde er als Knight Commander des Order of the Bath geadelt. Er trat zu den Neuwahlen zum Unterhaus 2019 nicht mehr an und schied aus dem Parlament aus.
Lidington ist verheiratet und hat vier Kinder.